# Carios hasei
Carios hasei är en fästingart som beskrevs av Schulze 1935. Carios hasei ingår i släktet Carios och familjen mjuka fästingar. Inga underarter finns listade.